# Brad Bellick
Brad Bellick interpretat de Wade Williams, este un personaj din serialul de televiziune Prison Break difuzat de Fox.